# Facundo Ospitaleche
Facundo Ospitaleche Hernández (n. Montevideo, Uruguay; 11 de abril de 1996) es un futbolista uruguayo que juega como medio centro y su equipo actual es el Manta Fútbol Club de la Serie A de Ecuador.

## Trayectoria
Militó en las divisiones inferiores de la Viola. El 2 de octubre de 2014, fue ascendido al primer equipo, junto con Franco Pizzichillo.
Debutó el 13 de enero de 2015 en la final por la Copa Suat, ingresó como titular para enfrentar a Racing pero perdieron 1 a 0.
Su primer partido oficial fue el 23 de octubre, en su primera convocatoria al primer equipo jugó como titular contra Plaza Colonia, disputó los 90 minutos y empataron sin goles.
En enero de 2022 llega a reforzar a Deportivo  Pasto para el torneo Torneo Apertura 2022 (Colombia).

## Selección nacional
Participó del Sudamericano Sub-17 del 2013 representando a la Selección de Uruguay, certamen en el que finalizó cuarto y clasificó al mundial. 
Fue convocado para jugar el Mundial Sub-17 del 2013, pero Uruguay quedó eliminado en cuartos de final.
En el 2014, fue parte del proceso de la Selección Sub-20 de Uruguay conducida por Fabián Coito.
Volvió a jugar con la Celeste el 4 de agosto ante Perú, jugó como titular y perdieron 1 a 0.
Viajó a Chile para jugar el Torneo Cuatro Naciones, contra las selecciones Sub-20 de México, Chile y Colombia en carácter amistoso. Terminaron en tercer lugar luego de ganar el primer encuentro pero perder los dos restantes.
Facundo no fue incluido en la lista de jugadores para disputar el Sudamericano Sub-20.

### Participaciones en juveniles
| Competición                            | Sede      | Resultado        | Partidos | Goles |
| -------------------------------------- | --------- | ---------------- | -------- | ----- |
| Campeonato Sudamericano Sub-17 de 2013 | Argentina | Cuarto puesto    | 4        | 0     |
| Copa Mundial de Fútbol Sub-17 de 2013  | EAU       | Cuartos de final | 5        | 1     |

### Detalles de partidos
| Con Uruguay Sub-20 | Con Uruguay Sub-20 | Con Uruguay Sub-20 | Con Uruguay Sub-20      | Con Uruguay Sub-20   | Con Uruguay Sub-20                  | Con Uruguay Sub-20 | Con Uruguay Sub-20 | Con Uruguay Sub-20 | Con Uruguay Sub-20 |
| N°                 | Rival              | Resultado          | Fecha                   | Lugar                | Competencia                         | Goles              | Asistencias        | Ref.               |                    |
| ------------------ | ------------------ | ------------------ | ----------------------- | -------------------- | ----------------------------------- | ------------------ | ------------------ | ------------------ | ------------------ |
| 1                  | Perú               | 0:1 (0:1)          | 4 de agosto de 2014     | Lima · Perú          | Amistoso                            | -                  | -                  | 1                  |                    |
| 2                  | México             | 2:1 (2:0)          | 8 de octubre de 2014    | Santiago · Chile     | Torneo Cuatro Naciones              | -                  | -                  | 2                  |                    |
| 3                  | Chile              | 0:3 (2:0)          | 10 de octubre de 2014   | Santiago · Chile     | Amistoso Torneo Cuatro Naciones     | -                  | -                  | 3                  |                    |
| 4                  | Federación Gaúcha  | 2:1 (1:0)          | 11 de noviembre de 2014 | Maldonado · Uruguay  | Amistoso                            | -                  | -                  | 4                  |                    |
| 5                  | Federación Gaúcha  | 1:2 (1:1)          | 13 de noviembre de 2014 | Montevideo · Uruguay | Amistoso                            | -                  | -                  | 5                  |                    |
| 6                  | Perú               | 1:3 (0:2)          | 24 de noviembre de 2014 | Asunción Paraguay    | Amistoso Cuadrangular internacional | -                  | -                  | 6                  |                    |
| 7                  | Panamá             | 2:0 (2:0)          | 28 de noviembre de 2014 | Asunción Paraguay    | Amistoso Cuadrangular internacional | -                  | -                  | 7                  |                    |

## Estadísticas

### Clubes
Actualizado al último partido disputado el 17 de agosto de 2025.
| Club                        | Div.          | Temporada     | Liga  | Liga  | Copas nacionales | Copas nacionales | Torneos internacionales | Torneos internacionales | Total | Total |
| Club                        | Div.          | Temporada     | Part. | Goles | Part.            | Goles            | Part.                   | Goles                   | Part. | Goles |
| --------------------------- | ------------- | ------------- | ----- | ----- | ---------------- | ---------------- | ----------------------- | ----------------------- | ----- | ----- |
| Defensor Sporting · Uruguay | 1.ª           | 2015-16       | 1     | 0     | -                | -                | 0                       | 0                       | 1     | 0     |
| Defensor Sporting · Uruguay | Total club    | Total club    | 1     | 0     | 0                | 0                | 0                       | 0                       | 1     | 0     |
| Venados · México            | 2.ª           | 2016-17       | 25    | 0     | 4                | 0                | 0                       | 0                       | 29    | 0     |
| Venados · México            | Total club    | Total club    | 25    | 0     | 4                | 0                | 0                       | 0                       | 29    | 0     |
| River Plate · Uruguay       | 1.ª           | 2017          | 14    | 0     | -                | -                | -                       | -                       | 14    | 0     |
| River Plate · Uruguay       | 1.ª           | 2018          | 26    | 1     | -                | -                | -                       | -                       | 26    | 1     |
| River Plate · Uruguay       | 1.ª           | 2019          | 27    | 0     | -                | -                | 4                       | 0                       | 31    | 0     |
| River Plate · Uruguay       | 1.ª           | 2020          | 28    | 0     | -                | -                | 6                       | 0                       | 34    | 0     |
| River Plate · Uruguay       | Total club    | Total club    | 95    | 1     | 0                | 0                | 10                      | 0                       | 105   | 1     |
| Fénix · Uruguay             | 1.ª           | 2021          | 1     | 0     | -                | -                | 0                       | 0                       | 1     | 0     |
| Fénix · Uruguay             | Total club    | Total club    | 1     | 0     | 0                | 0                | 0                       | 0                       | 1     | 0     |
| Águilas Doradas · Colombia  | 1.ª           | 2021          | 19    | 2     | 1                | 0                | 0                       | 0                       | 20    | 2     |
| Águilas Doradas · Colombia  | Total club    | Total club    | 19    | 2     | 1                | 0                | 0                       | 0                       | 20    | 2     |
| Deportivo Pasto · Colombia  | 1.ª           | 2022          | 31    | 2     | 1                | 0                | 0                       | 0                       | 32    | 2     |
| Deportivo Pasto · Colombia  | Total club    | Total club    | 31    | 2     | 1                | 0                | 0                       | 0                       | 32    | 2     |
| Racing · Uruguay            | 1.ª           | 2023          | 9     | 0     | 0                | 0                | 0                       | 0                       | 9     | 0     |
| Racing · Uruguay            | Total club    | Total club    | 9     | 0     | 0                | 0                | 0                       | 0                       | 9     | 0     |
| Cavese 1919 · Italia        | 4.ª           | 2023-24       | 7     | 0     | 1                | 0                | 0                       | 0                       | 8     | 0     |
| Cavese 1919 · Italia        | Total club    | Total club    | 7     | 0     | 1                | 0                | 0                       | 0                       | 8     | 0     |
| Rampla Juniors · Uruguay    | 1.ª           | 2024          | 7     | 0     | 0                | 0                | 0                       | 0                       | 7     | 0     |
| Rampla Juniors · Uruguay    | Total club    | Total club    | 7     | 0     | 0                | 0                | 0                       | 0                       | 7     | 0     |
| Manta F. C. · Ecuador       | 1.ª           | 2025          | 19    | 1     | 0                | 0                | -                       | -                       | 19    | 1     |
| Manta F. C. · Ecuador       | Total club    | Total club    | 19    | 1     | 0                | 0                | 0                       | 0                       | 19    | 1     |
| Total carrera               | Total carrera | Total carrera | 214   | 6     | 7                | 0                | 10                      | 0                       | 231   | 6     |

## Palmarés

### Títulos amistosos
| Competición                 | Equipo         | País     | Año  |
| --------------------------- | -------------- | -------- | ---- |
| Cuandrangular internacional | Uruguay Sub-20 | Paraguay | 2014 |

### Otras distinciones
- Torneo Apertura Sub-19: 2014
- Torneo Clausura Sub-19: 2014
- Campeonato Uruguayo Sub-19: 2014
- Copa Suat: 2015